# Okto
Okto är en TV-kanal i Singapore som produceras av MediaCorp. Kanalen öppnade officiellt den 19 oktober 2008. Kanalen sänder dagligen program från klockan nio på morgonen till klockan tolv på natten. Kanalen sänder huvudsakligen material på engelska. Innehållet liknar det som visades på Kids and Arts Central, vilket var den kanal som den ersatte. Materialet utgörs till största delen av barnprogram på dagtid och dokumentärer, livsstilsprogram, tecknade program och konstnärliga program på kvällstid.